# Opel Dieselweltrekord GT
 (octobre 2024).

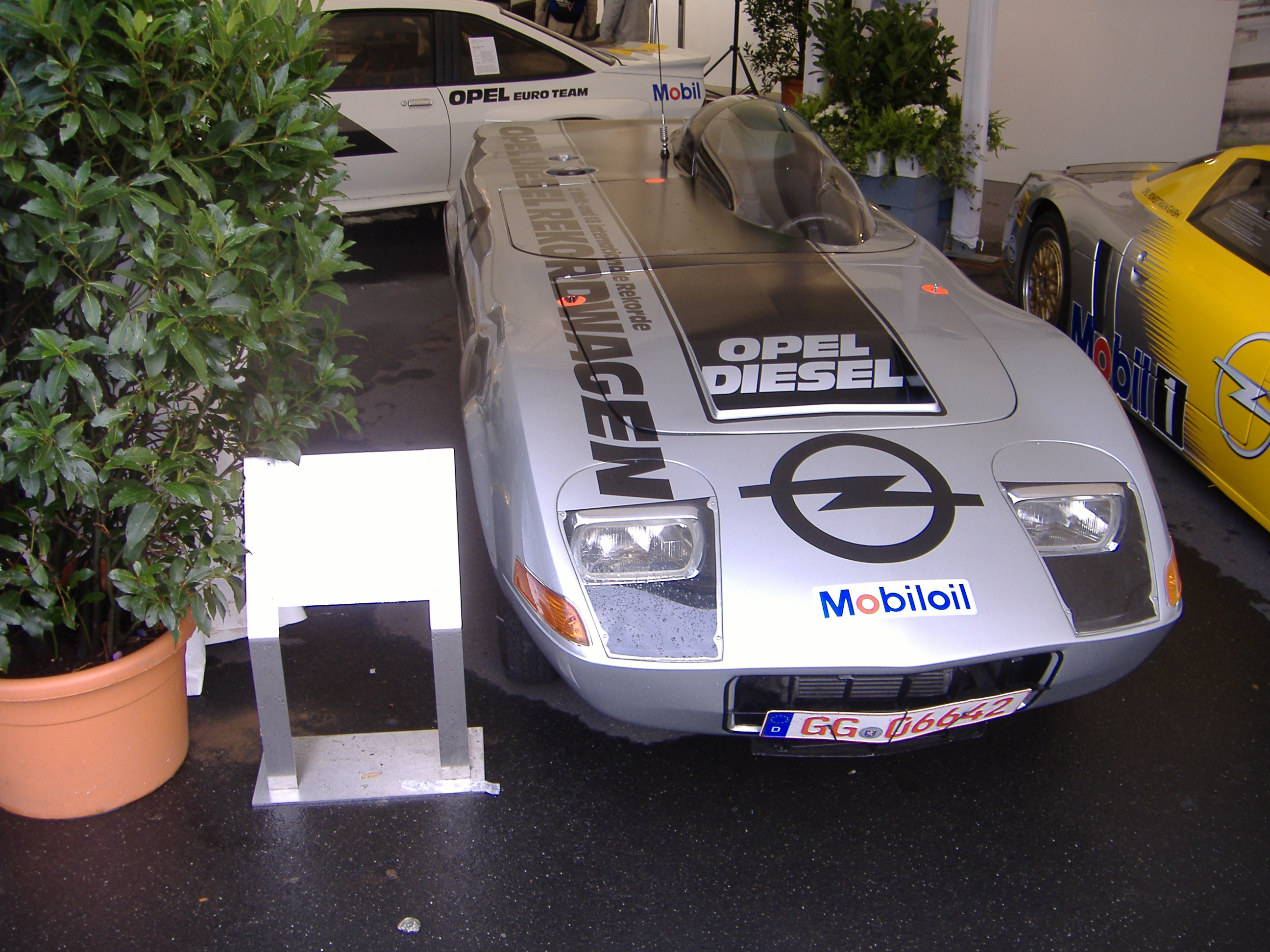
Opel Diesel GT

L’Opel Dieselweltrekord GT était un véhicule d’essai d’Adam Opel AG.
Le véhicule, doté d’une carrosserie aérodynamique, était basé sur l’Opel GT et était propulsé par un moteur Diesel quatre cylindres d’une cylindrée de 2 068 cm3, tel qu’il était également utilisé (sous sa forme standard en tant que moteur atmosphérique de 60 ch) dans l’Opel Rekord, mais avec un turbocompresseur à gaz d’échappement fournissant une puissance de 70 kW (95 ch).
Le turbocompresseur était fourni par Eberspächer, la puissance maximale du moteur était de 4 400 tr/min et le taux de compression était de 22:1. Les pistons avaient trois segments de piston au lieu de deux sur la version de production précédente, le carter d’huile a été agrandi, il y avait un refroidisseur d’huile supplémentaire et le joint de culasse, développé par l’équipementier automobile Reinz, a également été modifié. Les chambres de combustion étaient conçues avec des chambres de turbulence et la pompe d’injection du distributeur provenait de Bosch. La boîte de vitesses à quatre vitesses de la voiture provenait de l’Opel Commodore et le rapport d’essieu arrière était de 2.667:1. Les dimensions des pneus à ceinture d’acier Michelin XAS étaient de 145 HR 15 à l’avant et de 166 HR 15 à l’arrière. Pour cette tentative de record du monde, Mobil Oil a développé une nouvelle huile moteur, qui a également été commercialisée un peu plus tard.
Lors des essais routiers au centre d’essais Opel de Dudenhofen, le véhicule a atteint une vitesse de pointe de 197,498 km/h. Du 1er au 3 juin 1972 (la tentative de record a duré 52 heures), deux records du monde et 18 records internationaux pour véhicules diesel ont été établis : sur 10, 100, 500, 1 000 et 10 000 km, atteignant une vitesse moyenne de 190,88 km/h.
En 2003, Opel a construit un véhicule record similaire avec l’Eco Speedster.